# Nyctalus aviator
Nyctalus aviator es una especie de murciélago de la familia Vespertilionidae.

## Distribución geográfica
Se encuentra en Japón Corea y Rusia.